# L’uccellatrice
L’uccellatrice (dt.: Die Vogelfängerin) ist ein Opern-Intermezzo in zwei Akten von Niccolò Jommelli (Musik) mit einem Libretto eines unbekannten Autors, möglicherweise von oder nach Carlo Goldoni. Die Uraufführung erfolgte am 6. Mai 1750 im Teatro San Samuele in Venedig. Am 25. September 1753 wurde an der Pariser Opéra eine Bearbeitung unter dem Namen Il paratajo bzw. französisch La pipée gespielt, deren Text von Charles-François Clément stammte.

## Entstehungsgeschichte
Die ursprüngliche Fassung des Intermezzos L’uccellatrice schrieb Jommelli, nachdem er zum Vizekapellmeister in Sankt Peter in Rom ernannt worden war. Der Verfasser des Librettos ist unbekannt, obwohl gelegentlich Carlo Goldoni angegeben wird. Das Werk wurde am 6. Mai 1750 im Teatro San Samuele in Venedig zusammen mit Domènech Terradellas’ Oper Imeneo in Atene uraufgeführt. Es sangen Francesca Cioffi (Mergellina) und Alessandro Renda (Narciso). Weitere Aufführungen gab es 1751 in Leipzig, 1753 im Teatro Marsigli-Rossi in Bologna, im Teatro delle Grazie in Vicenza und in Ravenna, 1760 im Teatro Cocomero in Florenz, am 20. Juli 1763 im Canongate Theatre in Edinburgh, am 22. Februar 1770 im King’s Theatre am Haymarket in London und 1772 in Pescia.
Am 25. September 1753 wurde in der Pariser Opéra eine stark überarbeitete Fassung unter dem Namen Il paratajo bzw. auf Französisch La pipée aufgeführt, deren Text von Charles-François Clément stammte. Dieses Werk hatte zusammen mit Pergolesis Intermezzo La serva padrona eine große Bedeutung im Buffonistenstreit, der schließlich zur Integration italienischer Elemente in die französische Oper führte. Es wurde dort mehrfach wiederaufgenommen.
Eine weitere Überarbeitung wurde im Juni 1762 unter dem Namen Il matto Don Narciso (dt.: Der Narr Don Narciso) in Dresden und 1772 in Filippo Nicolinis Opera Pantomima in Hamburg aufgeführt (letzteres ohne Angabe des Komponisten).

## Handlung der Originalfassung
In der ursprünglichen Version gibt es nur zwei Gesangspartien sowie eine stumme Rolle. Der Geck Don Narciso begegnet der Vogelfängerin Mergellina, die er für die Göttin Diana hält. Er verliebt sich in sie, wird aber von ihr zunächst nur geneckt, bis sie schließlich seine Liebe erwidert.

### Erster Akt
In seiner Auftrittsarie („Chi ha perduto l’amoroso donne belle“ – „Wer den Geliebten verloren hat, schöne Damen“) preist Don Narciso sein gutes Aussehen und seinen Charme. Zu seinem Verwundern hat er noch keine Partnerin gefunden. Er hofft, hier auf dem Lande eine passende Waldnymphe oder Göttin zu finden, z. B. Diana oder Venus. Als er die Vogelfängerin Mergellina erblickt, überlegt er, wer sie sein könnte. Für eine Nymphe ist sie zu schön. Da sie bekleidet ist, muss sie also Diana sein, denn Venus trägt keine Kleidung. Mergellinas folgende Arie handelt vom Vogelfang („Non fuggirete“ – „Ihr werdet meinem Netz nicht entkommen“) – für Don Narciso ein weiteres Indiz, dass sie die Jägerin Diana ist. Während ihr Gehilfe Lesbino die Netze auslegt, versucht Mergellina Don Narciso fortzuschicken, da er die Vögel scheu macht. Sie erkennt auf den ersten Blick seine Eitelkeit und neckt ihn, in dem sie behauptet, dass ihr Herz bei seinem Anblick heftiger schlage und sie zugleich Hitze und Kälte fühle. Don Narciso glaubt jedes Wort und bietet ihr seine Dienste als Jagdgehilfe und als Geliebter an. Mergellina ist sprachlos. Es folgt eine Liebesarie Don Narcisos („V’ho capito, occhi furbetti“ – „Ich habe euch verstanden, schalkhafte Augen“). Mergellina gestattet ihm, zu bleiben. Er soll die Leine halten und aufpassen. In der folgenden Arie zählt Don Narciso die vorbeifliegenden Vögel auf („Ecco che viene un calandrino“ – „Hier kommt ein Brachpieper“). Als er auf ihren Zuruf die Leine ziehen soll, verwickelt er sich ungeschickt selbst im Netz. Mergellina triumphiert über die gefangene „Amsel“ und zieht ihn auf („Uccelletto, bell’uccelleto, prendi, prendi il pignoletto.“ – „Vögelchen, schönes Vögelchen, nimm das Körnchen“). Don Narciso fleht sie an, ihn freizulassen. Im folgenden Duett („Con me vuoi far l’amore“ / „Tu fai la disinvolta“ – „Du willst mich lieben“ / „Du benimmst dich frech“) neckt ihn sie weiter, während er sich sicher zeigt, dass sie sich in ihn verliebt hat.

### Zweiter Akt
Mergellina versucht erfolglos, ihre Vögel zu verkaufen („Chi vuol comprar la bella calandrina“ – „Wer will den schönen Brachpieper kaufen“). Sie hofft, dass der offenbar wohlhabende Mann vom Vormittag wieder auftaucht. Dem könnte sie die Vögel durch eine List andrehen. Schon erscheint Don Narciso. Er macht ihr Komplimente und fragt sie, ob sie ihn liebe. Sie bejaht dies und fordert ein Geschenk als Beweis seiner Gegenliebe. Don Narciso bietet ihr Räucherwerk, Duftstoffe, Balsam, Tieropfer und Blumen für ihren (Dianas) Altar an. Zu seinem Verwundern lehnt sie diese Dinge ab. Sie wünscht sich stattdessen seinen Diamantring. Leicht enttäuscht erklärt er ihr in seiner Arie „Chi è bello non dona“, dass gutaussehende Männer keine Geschenke geben. Mergellina warnt ihn in ihrer Arie „Ma voglio quell’anello“, wie böse sie werden könne, wenn sie den Ring nicht erhalte. Zögerlich zieht Don Narciso den Ring von seinem Finger, aber von Mergellina ist nichts mehr zu sehen – ein typisches Verhalten der hinterlistigen Göttin Diana. Da vermeint er, aus einer naheliegenden Höhle Gebell zu hören und fürchtet sich vor den Hunden, die seine Schönheit vernichten könnten („Già sento i cani“ – „Schon höre ich die Hunde“). Als die Gefahr vorüber zu sein scheint, beschließt er, vorsichtshalber zu fliehen. Aber da erscheint Mergellina erneut und befiehlt ihren Helfern, das „Ungeheuer“ nicht entkommen zu lassen. Don Narciso glaubt, er habe sich in ein Tier verwandelt. Er bittet sie um Mitleid und überreicht ihr den Ring. Mergellina nimmt ihn an sich. Sie versichert ihm, dass er kein Tier sei, sondern ein freundlicher Mann – und ihre Liebe. Das Stück endet mit einem neckischen Liebesduett („Narcisetto insolentello“ / „Furfantella, cara, cara“ – „Freches Narcisolein“ / „Liebste Gaunerin“), das in einen Aufruf zur Jagd übergeht.

## Handlung der späteren FassungIl paratajo/La pipée
Der Inhalt der späteren französischen Fassung unterscheidet sich deutlich von der Urfassung. Sie enthält zwei zusätzliche Partien und mehrere neue Arien. Der Musikhistoriker Hermann Abert beschrieb den Inhalt in seiner Jommelli-Biographie von 1908 folgendermaßen:

„Der alte Weiberfeind Argone sucht seine Mündel Clarissa unter allen Umständen vom Heiraten abzuhalten und hat in seinem Testament eine diesbezügliche Verfügung getroffen. Clarissa aber besitzt bereits einen Liebhaber, Floro, der im Einverständnis mit ihr Alles daran setzt, das Testament des Alten in seine Hände zu bekommen. Er ködert den Argone dadurch, daß er ihm eine ‚nicht zu teure‘ Freundin in Aussicht stellt, die ihn von seiner Nichte Clarissa befreien soll, ohne ihm doch deren Mitgift zu entziehen. Floro gräbt eine Grube (angeblich um einen großen Schatz zu heben), in welche Argone hineinfällt. Clarissa’s Freundin Fille zieht ihn heraus und alsbald macht er ihr eine Liebeserklärung (‚A Londra verrai meco, le maschere vedrai, l’opera, il ballo ed ogni bella cosa‘), deren Erfolg indessen Fille von der Zahlung einer gehörigen Geldsumme abhängig macht. Am Schluß des 1. Aktes vereinigen sich Argone, Clarissa und Fille zu einem Ensemble, worin Argone seiner Nichte von seinen Liebesplänen Mitteilung macht und von den beiden Mädchen nach Kräften zum Besten gehalten wird.
Im 2. Akt sehen wir zunächst Fille unter dem Gesang des bekannten Liedchens ‚Chi vuol comprar la bella calandrina‘ ihre Vögel zum Verkaufe ausbieten. Als Argone dazu kommt, fährt sie ihn barsch an: sie traue ihm nicht, da er Clarissa eifersüchtig auf sie gemacht habe. Clarissa bittet ihren Oheim im Hinblick auf sein nahes Liebesglück, das Testament herauszugeben, erntet aber damit nur Grobheiten. Auch zwischen ihr und Floro gibt es Differenzen, Floro beklagt das Los aller Ehemänner. Nun werfen Clarissa und Fille die Netze zum Vogelfang aus, während Floro sich hinter einem Busch versteckt. Argone kommt und wird von den beiden Mädchen in die Laube gelockt, wo die Netze ausgestellt sind, und so gefangen. Nur gegen Herausgabe des Testamentes vermag er sich zu befreien. Nun rückt Clarissa auch mit der Nachricht von ihrer heimlichen Verlobung heraus. Der überlistete Argone wird nach längerem Widerstreben der Fille zugeteilt und das Ganze schließt mit den Worten: ‚Andiamo in compagnia, staremo in allegria; il tutto bene andò!‘“

## Gestaltung
Das Libretto ist gespickt mit Zweideutigkeiten, bewussten Missverständnissen und Neckereien. Die Musik steht im leichten Buffo-Stil der Mitte des 18. Jahrhunderts. Die Arien sind kurz. Sie verwenden schlichte Melodien und Harmonien. Bei den Rezitativen handelt es sich meist um Seccos. Nur gegen Schluss, als Don Narciso glaubt, das Mädchen verloren zu haben, gibt es ein streicherbegleitetes Accompagnato. Gelegentlich gibt es musikalische Anspielungen an Vogelstimmen.

## Aufnahmen und Aufführungen in neuerer Zeit
- 1981 und seit November 2012 (Aufführungen einer deutschsprachigen Fassung in der Marionettenbühne Mottenkäfig in Pforzheim): Südwestdeutsches Kammerorchester Pforzheim, Bläserensemble Schützeichel Mannheim. Holly van Hecke (Mergellina), Takamichi Teshima (Don Narciso).[10][11]
- 1999 (Paratajo, live aus Barga, Revision von Giorgio Ubaldi, Rezitative durch Dialoge ersetzt): Giorgio Ubaldi (Dirigent), Orchester der Oper Barga. Cristina Curti (Clarina), Thomas Andersson (Argone), Silvia Testoni (Fillis), Maurizio Sciuto (Floro). Bongiovanni CD 2252.[12]:7626
- 6.–7. April 2003 (halbszenische Aufführung im Palazzina Liberty in Mailand und CD): Vanni Moretto (Dirigent), Orchestra da Camera Milano Classica. Emanuela Galli (Mergellina), Luciano Grassi (Don Narciso). Dynamic CDS 436.[13][12]:7624
- unbekannt (Video einer szenischen Aufführung aus dem Teatro Accademico in Castelfranco Veneto): Marco Bellussi (Leitung), Piccola Orchestra Veneta. Elena De Simone (Mergellina), Filippo Pina-Castiglioni (Don Narciso).[14]
- 20. Juni 2015 (szenische Studentenaufführung im Conservatorio San Pietro a Majella in Neapel): Carlo Gargiulo (Dirigent), San Pietro a Majella. Marianna Capasso (Mergellina), Vincenzo Tremante (Don Narciso).[15]